# Bombe incendiaire de Walter Scheele
 (mai 2018).
Si vous disposez d'ouvrages ou d'articles de référence ou si vous connaissez des sites web de qualité traitant du thème abordé ici, merci de compléter l'article en donnant les références utiles à sa vérifiabilité et en les liant à la section « Notes et références ».
La bombe incendiaire de Walter Scheele est un type de bombe à retardement avec une minuterie qui peut être réglée pour exploser à tout moment. Elle a été conçue par un chimiste allemand, le Dr Walter Scheele et utilisé par l'espion allemand Franz von Rintelen au cours de la Première Guerre mondiale.

## Conception
Le prototype de la bombe consistait en un cylindre de plomb creux de la taille d'un gros cigare. Dans le milieu du tube, un disque circulaire de cuivre soudé divise le cylindre en deux chambres. L'une de ces chambres rempli avec de l'acide picrique, l'autre avec de l'acide sulfurique ou autre liquide inflammable. Un bouchon de cire avec un simple plomb aux deux extrémités la rend étanche à l'air. L'épaisseur du disque en cuivre est adaptée au retard d'allumage souhaité de la bombe. Si elle était épaisse, les deux acides de chaque côté prenaient plus de temps pour traverser le cuivre. Si elle était mince, le mélange des deux acides se produisent dans un délai de quelques jours. Par le choix de l'épaisseur du disque, il est possible de déterminer le moment où les acides se mélangent. Ce système ingénieux en fait un système de mise de feu sûr et efficace. Lorsque les deux acides se mélangent, une silencieuse, mais intense flamme de vingt à trente centimètres de long, part des deux extrémités du tube pendant que le plomb fond, laissant très peu de traces de la source de l'incendie.

## Utilisation
Von Rintelen et son réseau d'agents allemands introduisirent ces bombes sur les navires acheminant les munitions des US alors neutres vers l'Angleterre. La bombe cigare s'enflammait au milieu des cargaisons lorsque les bateaux étaient loin en mer. Il a été estimé que l'utilisation seule de ce type de bombe a permis de détruire pour 10 millions de dollars US (équivalant à 163 millions de dollars de 2018) sur un ensemble de 36 navires.

## Fabrication
Le premier lot de bombes a été fabriqué sur la SS Friedrich Der Grosse, un paquebot Norddeutscher Lloyd  qui, dès le début de la première Guerre Mondiale a été interné par les États-Unis dans le port de New York. Les marins allemand désœuvrés du navire ont contribué à la fabrication. La bombe a été utilisée pour la première fois sur le SS Phoebus.Le journal Shipping News, a alors titré: "S. S. Phoebus de New—York à destination de Archangel ~ville en Russie?~ a pris feu en mer. Rapatrié au port de Liverpool par H. M. S. Ajax."